# Smurfhits 8
Smurfhits 8 är det åttonde albumet i Smurfarnas skivserie Smurfhits, utgivet den 8 juni 2000 på skivbolaget Arcade.

## Låtlista
Nya texter av Mats Wärnblad.
1. "Upp och hoppa" ("Opa Opa" av Antique)
2. "Blå (da ba di)" ("Blue (Da Ba Dee)" av Eiffel 65)
3. "Mitt i naturen" ("The Bad Touch" av Bloodhound Gang)
4. "Vädersmurf" ("Fly Away" av Lutricia McNeal)
5. "(Du är blå) Yeah Yeah Wow Wow" ("(Du är så) Yeah Yeah Wow Wow" av Martin Svensson)
6. "Racersmurf" ("Razor Tongue" av Méndez)
7. "Smurfa igen!" ("Gör de igen!" av Markoolio)
8. "Smurfarnas eko" ("Hello Hey" av Victoria Silvstedt)
9. "Den vita smurfen" ("Livin' la vida Loca av Ricky Martin)
10. "Smurfar på hjärnan" ("If You Buy This Record (Your Life Will Be Better)" av The Tamperer featuring Maya)
11. "Smurfanas ära" ("Hålla dig nära" av Drömhus)
12. "Brevet från Smurfan" ("Big Big World" av Emilia Rydberg)
13. "Smurfande smurfar (Smurfery Smurf)"
14. "Smurfa omkring (Smurfing Along)"
15. "Gammelsmurf (Papa Smurf)"
16. "En ensam smurf (Lonely Little Smurf)"

## Listplaceringar
| Lista (2000) | Topplacering |
| ------------ | ------------ |
| Sverige      | 21           |